# Бейдер, Борис Хаимович
Борис Хаимович Бейдер (род. 19 октября 1942 года) — советский и российский архитектор.

## Биография
Родился в эвакуации в 1942 году, отец — еврейский поэт и литературовед Хаим Волькович Бейдер, мать — педагог Сара Абрамовна Бейдер.
В 1959 году приехал в Ленинград и поступил в художественное училище, после его окончания — на архитектурный факультет в Институт живописи, скульптуры и архитектуры им. И. Е. Репина. Среди его педагогов были Е. А. Левинсон, В. И. Кочедамов, С. Б. Сперанский. После выпуска в 1971 году работал главным архитектором в Сургуте, где проектировал жилые дома. В 1974 году вернулся в Ленинград, работал в проектном институте ЛенЗНИИЭП, а с 1976 по 1991 год — в Художественном фонде Союза художников.
Член Союза архитекторов СССР с 1973 года, Союза художников СССР с 1986 года.

## Работы
В 1991 году стал автором архитектурного решения памятника евреям-жертвам нацизма «Формула скорби» в городе Пушкин. В 2008 году спроектировал новое здание театра «Буфф» по адресу проспект Шаумяна, 22. За этот проект он удостоился премии правительства Санкт-Петербурга в области архитектуры.